# Boek der vragen (Aho)
Boek der vragen is een liederencyclus geschreven door Kalevi Aho.
De aanloop naar dit werk was een lange. Op 15 augustus 2003 werkte het Kamerorkest van Lapland mee aan de première van Symfonie nr. 12 van Aho. Ze had niet de mankracht de symfonie zelf uit te voeren. De symfonie verlangt een zeer groot symfonieorkest en dat is in Lapland niet voorhanden. Door de samenwerking tussen componist en orkest realiseerde Aho zich dat hij tot dan toe eigenlijk geen werk voor een kamerorkest had geschreven. Een andere wens van de componist was om een aanvullende concertprogramma te schrijven, liefst niet bestaande uit één werk, maar meerdere genres. De uitvoering was nog niet gestart of Aho kreeg het verzoek een lied of liederencyclus te componeren voor Monica Groop. Een ander idee kwam ook meteen naar boven, het componeren van een altvioolconcert. Ook wilde Aho verder met zijn symfoniereeks; het zou vervelend zijn met de dertiende te stoppen. Het avondvullend programma was toen rond:
- Boek der vragen
- Altvioolconcert
- Symfonie nr. 14

De componist heeft het het liefst als de werken achter elkaar worden uitgevoerd (de plaatopname is daar een voorbeeld van), maar losse uitvoeringen zijn mogelijk. Indien de drie tezamen worden uitgevoerd is er geen pauze tussen de liederencyclus en het concert, het applaus voor de beide solisten kan dan net voor de pauze plaatsvinden. Praktijk heeft geleerd dat de werken sinds de opnamen als onder vermeld grotendeels als losse werken door het leven gaan.
De keus voor de teksten voor de liederencyclus viel op de dichtbundel Boek der vragen van Pablo Neruda. De 314 vragen die in dat boek gesteld worden (er zijn geen antwoorden op) zijn verdeeld over 74 gedichten. Dat zou in de ogen van de componist veel te lang duren. Aho bracht een aantal vragen samen tot elf nieuwe strofen. De teksten werden ontleend aan de Finse vertaling door Katja Kallio.
Op 27 november 2007 vond de eerste (totale) uitvoering plaats door Monica Groop, het Kamerorkest van Lapland, alles onder leiding van John Storgårds in Rovaniemi. 

## Muziek
De componist zag zich beperkt in zijn mogelijkheden tot expressie, de samenstelling van het kamerorkest is beperkt. De muziek is dan ook een stuk rustiger dan zijn grote orkestwerken. De vragen worden soms als verteller en soms als zanger(es) gesteld.

### Delen
1. Had ik maar ... (Jos olenkin)
2. De kleren van de roos (Ruusun asu)
3. De tranen van de meermin (Merenneltojen kyynelet)
4. Waar eindigt de regenboog? (Minne päättyy sateenkari)
5. De vrouw in de droom (Nainen unessa)
6. Welke rol (Mitä merkitystä)
7. Toen mijn kinderjaren stopten (Lapsuuteni kuollessa)
8. De tunnel (Tunneli)
9. Wanneer ik de zee zie (Kun näen meren)
10. De bloeiende appelboom (Kukkiva omenapuu)
11. Vlinders (Perhoset)

### Orkestratie
- mezzosopraan
- 1 dwarsfluit, 1 hobo, 1 klarinetten, 1 fagotten
- 1 hoorn
- 1  man/vrouw percussie
- 5 eerste violen, 4 tweede violen,  3 altviolen, 3 celli, 1 contrabassen

## Discografie
- Uitgave BIS Records: Monica Groop, Kamerorkest van Lapland, John Storgårds